# پترسون (نام خانوادگی)
پترسون یک نام خانوادگی انگلیسی، اسکاتلندی و ایرلندی‌ست. افراد شاخص با این نام از این قرارند:
- بانجو پترسون
- بیل پترسون (بازیگر)
- دیوید پترسون (سیاست‌مدار)
- جودی آنا پترسون
- کاترین پترسون
- مارتین پترسون
- مایک پترسون
- دیوید پترسون (دانشمند رایانه)